# Colwell
Colwell é uma cidade localizada no estado americano de Iowa, no Condado de Floyd.

## Demografia
Segundo o censo americano de 2000, a sua população era de 76 habitantes.
Em 2006, foi estimada uma população de 75, um decréscimo de 1 (-1.3%).

## Geografia
De acordo com o United States Census Bureau tem uma área de
0,5 km², dos quais 0,5 km² cobertos por terra e 0,0 km² cobertos por água. Colwell localiza-se a aproximadamente 351 m acima do nível do mar.

## Localidades na vizinhança
O diagrama seguinte representa as localidades num raio de 16 km ao redor de Colwell.